# Међудражје
Међудражје је насељено мјесто у Босни и Херцеговини у општини Бихаћ које административно припада Федерацији Босне и Херцеговине. Према попису становништва из 1991. у насељу је живјело 104 становника.

## Становништво
| Националност       | 1991.        |
| Хрвати             | 103 (99,03%) |
| Муслимани          | 1 (0,96%)    |
| Срби               | 0            |
| Југословени        | 0            |
| остали и непознато | 0            |
| Укупно             | 104          |